# Alwar (miasto)
Alwar (hindi अलवर) – miasto w północno-zachodnich Indiach, w stanie Radżastan. Znajduje się około 160 km na południe od Delhi i około 150 km na północ od Jaipur. 10 maja 1956 roku w Alwar odnotowano najwyższą temperaturę w historii Indii 50,6 °C. Liczy ok. 315 tys. mieszkańców.
Alwar jest bogate w bogactwa mineralne. Produkuje się głównie: marmur, granit, skaleń, dolomit, kwarc, kamień wapienny, mydła, kamień i ruda miedzi.